# 唐之夔
唐之夔（1576年—1608年），字司韶，號贊一，廣西承宣佈政使司鬱林州人。明朝解元、政治人物。

## 生平
明神宗萬曆二十五年（1597年），中式丁酉科廣西鄉試第一名舉人（解元），三十二年成甲辰科进士，考選庶吉士，三十五年授湖广道御史，巡视南城，十一月巡光禄寺，三十六年巡按福建，同年卒官。